# Сен-Клет (Франция)
Сен-Клет (фр. Saint-Clet, брет. Sant-Kleve) — коммуна во Франции, находится в регионе Бретань. Департамент — Кот-д’Армор. Входит в состав кантона Бегар. Округ коммуны — Генган.
Код INSEE коммуны — 22283.

## География

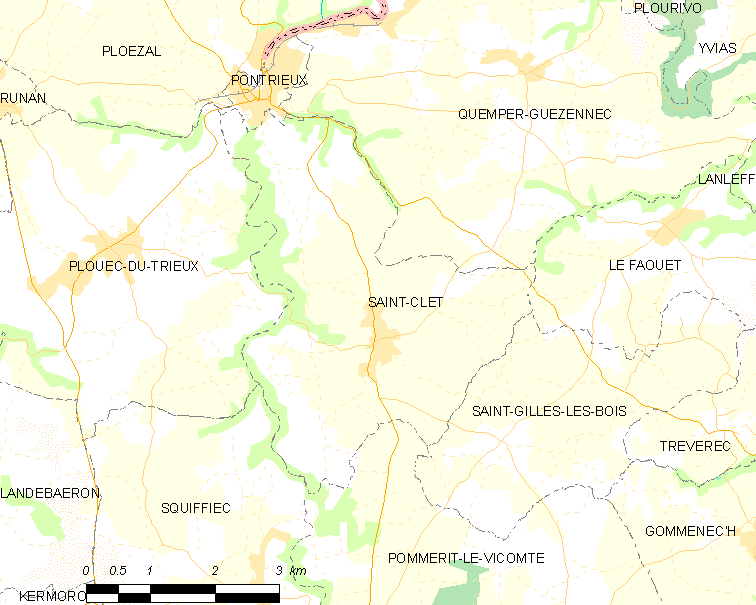
Карта коммуны

Коммуна расположена приблизительно в 410 км к западу от Парижа, в 125 км северо-западнее Ренна, в 32 км к северо-западу от Сен-Бриё.
Вдоль западной границы коммуны протекает река Триё.

## Население
Население коммуны на 2016 год составляло 874 человека.
| 1962 | 1968 | 1975 | 1982 | 1990 | 1999 | 2008 | 2016 |
| ---- | ---- | ---- | ---- | ---- | ---- | ---- | ---- |
| 814  | 885  | 861  | 847  | 744  | 785  | 845  | 874  |

## Администрация
| Период | Период | Фамилия      | Партия       | Примечания                                     |
| ------ | ------ | ------------ | ------------ | ---------------------------------------------- |
| 1989   | 2001   | Камиль Гро   | Разные левые | президент сообщества коммун Триё (1992—2001)   |
| 2001   | 2014   | Рене Ле Галь | беспартийный | вице-президент сообщества коммун Триё (с 2008) |

## Экономика
В 2007 году среди 496 человек в трудоспособном возрасте (15—64 лет) 350 были экономически активными, 146 — неактивными (показатель активности — 70,6 %, в 1999 году было 68,3 %). Из 350 активных работали 321 человек (168 мужчин и 153 женщины), безработных было 29 (12 мужчин и 17 женщин). Среди 146 неактивных 33 человека были учениками или студентами, 67 — пенсионерами, 46 были неактивными по другим причинам.

## Достопримечательности
- Усадьба Клуатр (XV век). Исторический памятник с 1972 года[3]